# Kalendarium powstania warszawskiego – 23 sierpnia

## 23 sierpnia, środa

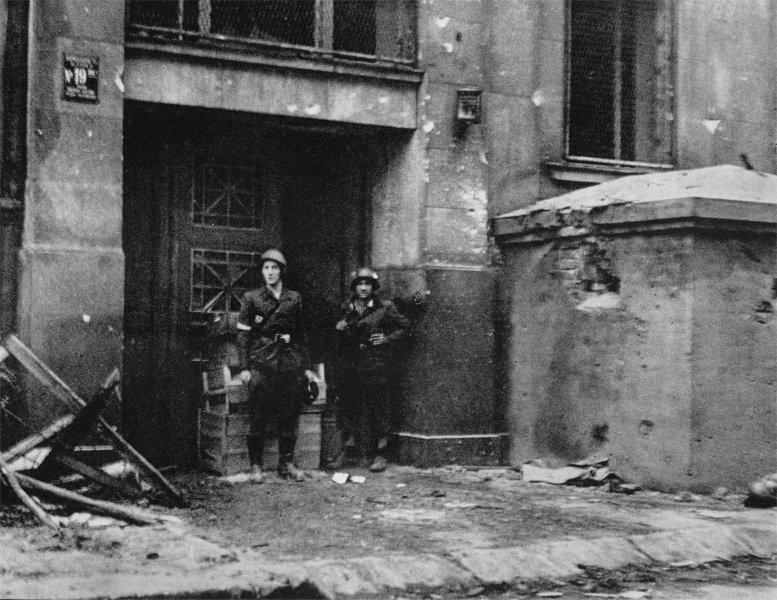
Powstańcy z batalionu „Ruczaj” przed wejściem do zdobytej małej PAST-y

Walka oddziałów batalionu „Ruczaj” o podstację telefonów (tzw. mała PAST-a) przy ul. Piusa XI 19 (obecnie ul. Piękna) zakończyła się nad ranem polskim zwycięstwem. Do niewoli wzięto 76 żołnierzy niemieckich, w tym 5 rannych.
Nadal ciężkie walki o Stare Miasto. Z cekaemu zestrzelono samolot niemiecki; spadł na ul. Hipoteczną. Natarcie Niemców na wszystkich możliwych odcinkach, m.in.: na szpital Jana Bożego (ul. Bonifraterska), zakłady Fiata (ul. Sapieżyńska), PWPW. Walki miały miejsce w sąsiedztwie pałacu Krasińskich i pasażu Simonsa.
Tego dnia duże sukcesy oddziałów powstańczych zarówno na południu, jak i w północnej części Śródmieścia. Zdobyto kościół św. Krzyża i sąsiadujące z nimi budynki Komendy Głównej Policji i Ministerstwa Spraw Wewnętrznych w pałacu Zamoyskich przy Nowym Świecie 67 i 69 oraz Krakowskim Przedmieściu 1. Uwolnienie kilkudziesięciu cywilów, ośmiu księży, 20 polskich policjantów i wzięcie do niewoli 80 niemieckich żandarmów. Zdobyto 3 pojazdy, dużo broni i odbito zakładników. Nieudane uderzenie powstańców na Uniwersytet Warszawski – użyto wtedy dwóch samochodów pancernych „Kubuś” i transportera „Szary Wilk”.
Z meldunku sytuacyjnego Karola Ziemskiego: Bez zmian. Duże zmęczenie fizyczne i psychiczne. Poszczególne jednostki wykazują załamanie się.
Zginął na Mokotowie, raniony odłamkiem granatu, Seweryn Dziubałtowski – polski botanik i fitosocjolog.
Przeniesienie radiostacji Błyskawica z budynku PKO na Jasnej do lokalu kawiarni „Adria” na ul. Moniuszki 10.